# Augusta-Louise de Wurtemberg-Oels
Augusta-Louise de Wurtemberg-Oels (21 janvier 1698 - 4 janvier 1739), est une duchesse de Wurtemberg-Oels par la naissance et par mariage duchesse de Saxe-Weissenfels-Barby.

## Biographie
Née à Bernstadt (maintenant appelé Bierutów), la capitale du Duché de Bernstadt en Silésie, elle est la seule enfant du duc Christian-Ulrich Ier de Wurtemberg-Œls et de sa troisième épouse, Sophie Wilhelmine, fille de Ennon-Louis de Frise orientale.
Sa mère est morte quatorze jours après sa naissance (4 février 1698), probablement à cause de complications liées à l'accouchement.
A Forst, le 18 février 1721, Augusta Louise épouse Georges-Albert de Saxe-Weissenfels-Barby. Huit ans plus tard, en 1728, Georges Albert hérite des domaines paternels.
L'union est malheureuse et sans enfants, et se termine par un divorce en 1732. Augusta Louise revient au château de Skarsine en Silésie, où elle meurt âgée de 40 ans, et cinq mois avant son ex-mari. Elle est enterrée dans le Château de Stadtkirche St Johannis, Lep.